# Disponível (álbum de Santa Geração)
Disponível é o quarto álbum ao vivo do grupo cristão Santa Geração, liderado por Antônio Cirilo, sendo o décimo quarto de toda a sua discografia. O disco mescla longas canções com características congregacionais com instrumentais de adoração. Contém sete canções.

## Faixas
1. "Eu estou disponível"
2. "Sopra Espirito de Deus"
3. "Teus filhos clamam por Ti"
4. "Nós Te adoramos"
5. "Só Tua glória me satisfaz"
6. "Aleluia ao Cordeiro"
7. "O Seu nome é poderoso"